# Velika nagrada Mediterana
Velika nagrada Mediterana je bila neprvenstvena dirka Formule 1, ki je med letoma 1962 in 1966 potekala na dirkališču Autodromo di Pergusa na Siciliji. Najuspešnejši dirkač na dirki je Jo Siffert z dvema zmagama, med moštvi pa prav tako z dvema zmagama Ferrari in Brabham.

## Zmagovalci
| Leto | Datum      | Zmagovalec      | Moštvo      | Poročilo |
| ---- | ---------- | --------------- | ----------- | -------- |
| 1962 | 19. avgust | Lorenzo Bandini | Ferrari     | Poročilo |
| 1963 | 18. avgust | John Surtees    | Ferrari     | Poročilo |
| 1964 | 16. avgust | Jo Siffert      | Brabham-BRM | Poročilo |
| 1965 | 15. avgust | Jo Siffert      | Brabham-BRM | Poročilo |